# Place Plantée
La place Plantée est un espace public du centre-ville du Faouët (Morbihan).

## Localisation
L'espace dénommé « place Plantée » est un espace public du Faouët. Il est délimité au nord par les halles, à l'est par la place Bellanger, au sud par la rue Victor-Robic et à l'ouest par la rue de la Croix-Blanche.

## Description
Cette place est globalement de forme rectangulaire. Elle mesure environ 72 m de long d'est en ouest et 16 m de large du nord au sud. Sa surface est d'environ 1 170 m2.
Cette place est plantée de deux rangées parallèles d'ormeaux plantée d'est en ouest.

## Histoire
« La place Plantée, comportant une double rangée d'ormeaux disposés parallèlement et au sud des Vieilles-Halles » est un site classé au titre des critères artistique, pittoresque, scientifique, historique, légendaire par arrêté du 21 octobre 1931.